# Jane Rigby
Jane Rebecca Rigby é uma astrofísica americana que trabalha no Goddard Space Flight Center e é Cientista de Projetos de Operações no Telescópio Espacial James Webb. Ela foi eleita uma das 10 Ones to Watch da Nature, em 2021, e da Shape, em 2022.

## Infância e educação
Jane Rebecca Rigby se interessou por astrofísica quando era estudante do ensino médio. Ela disse que Sally Ride a fez perceber que as meninas poderiam estudar física. Jane Rebecca Rigby fez graduação na Pennsylvania State University. Ela estudou para se formar em física e astronomia e completou uma dissertação de graduação sobre sistemas de emissão de Mg II. Ela se mudou para a Universidade do Arizona para fazer pós-graduação, onde trabalhou em diagnósticos de raios-X de núcleos galácticos ativos sob a supervisão de George H. Rieke. Jane Rebecca Rigby passou seis meses como pós-doutora na Universidade do Arizona antes de ser nomeada Carnegie Fellow nos Observatórios Carnegie.

## Pesquisa e carreira
Em 2010, Jane Rebecca Rigby foi nomeada Vice-Cientista de Projetos de Operações no Telescópio Espacial James Webb e funcionária pública no Goddard Space Flight Center. Ela foi nomeada Cientista de Projetos para Operações, em 2018. Ela deu uma palestra TED sobre telescópios espaciais em 2011.
Jane Rebecca Rigby é responsável por TEMPLATES (Targeting Extremely Magnified Panchromatic Lensed Arcs and Their Extended Star Formation), um projeto que procura usar espectroscopia de unidades de campo integral (IFU) de alta relação sinal-ruído e infravermelho médio para obter imagens de 4 galáxias com lentes gravitacionais. Espera-se que o programa resolva espacialmente a formação estelar.

## Serviço acadêmico
Jane Rebecca Rigby foi membro fundadora do Grupo de Trabalho de Igualdade LGBT da American Astronomical Society. Em 2015, coorganizou a Inclusive Astronomy, uma iniciativa mundial para celebrar a inclusão e a equidade na astronomia.

## Prêmios e honras
- 2016 - Bolsista de pós-doutorado do Telescópio Espacial Spitzer.[13]
- 2013 - Eberly College of Science Prêmio Alunos de Destaque.[14]
- 2013 - Prêmio Robert H. Goddard da NASA por Realização Excepcional para a Ciência.[15]
- 2014 - Prêmio Robert H. Goddard da NASA para Diversidade e Igualdade de Oportunidades de Emprego.[16]
- 2015 - Prêmio de Pares do Goddard Space Flight Center
- 2018 - Prêmio Memorial John C. Lindsay para Ciência Espacial.[17]
- 2021 - Nature's 10 Ones to Watch em 2022.[18]
- 2022 - Cientista LGBTQ+ do ano.[10]
- 2022 - BBC 100 Mulheres.[19]
- 2022 - Nature's 10.[20]

## Publicações selecionadas
- Fiona A. Harrison; William W. Craig; Finn E. Christensen;  et al. (30 de maio de 2013), «The nuclear spectroscopic telescope array (NuSTAR) high-energy X-ray  mission», Astrophysical Journal, ISSN 0004-637X (em inglês), 770 (2), Bibcode:2013ApJ...770..103H, arXiv:1301.7307, doi:10.1088/0004-637X/770/2/103, Wikidata Q57426637
- Katherine E. Whitaker; Marijn Franx; Joel Leja;  et al. (17 de outubro de 2014), «Constraining the low-mass slope of the star formation sequence at 0.5 < z < 2.5», Astrophysical Journal, ISSN 0004-637X (em inglês), 795 (2), Bibcode:2014ApJ...795..104W, arXiv:1407.1843, doi:10.1088/0004-637X/795/2/104, Wikidata Q59723509
- Wendy L. Freedman; Barry F. Madore; Victoria Scowcroft; Chris Burns; Andy Monson; S. Eric Persson; Mark Seibert; Jane Rigby (21 de setembro de 2012), «Carnegie Hubble program: a mid-infrared calibration of the Hubble  constant», Astrophysical Journal, ISSN 0004-637X (em inglês), 758 (1), Bibcode:2012ApJ...758...24F, arXiv:1208.3281, doi:10.1088/0004-637X/758/1/24, Wikidata Q56626757

## Vida pessoal
Jane Rebecca Rigby se assumiu lésbica em 2000. Quando ela ingressou no Arizona como estudante de pós-graduação, ainda era ilegal ser gay no estado.